# Хаями, Акари
Акари Хаями (яп. 早見 あかり Хаями Акари, род. 17 марта 1995 года в Токио) — японский идол, певица, актриса, наиболее известна как «синяя» участница группы Momoiro Clover. Она была сублидером группы.

## Биография

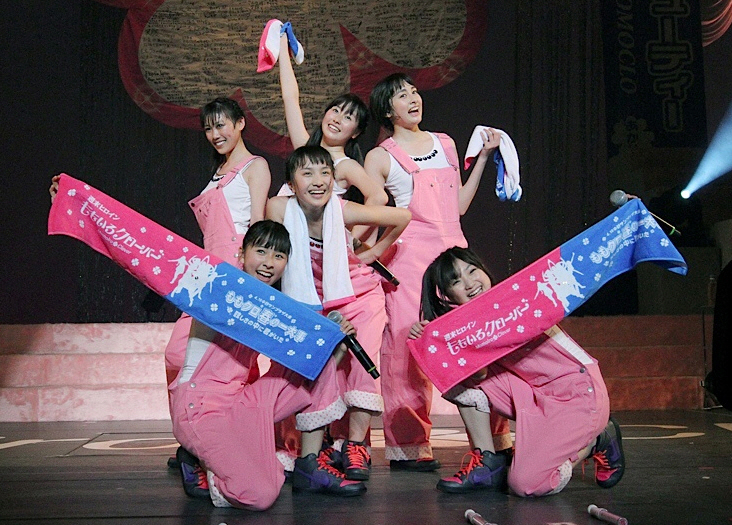
Momoiro Clover во время выпускного концерта Акари Хаями, 10 апреля 2011 г.

Агентство Stardust Promotion нашло Акари Хаями и подписало с ней контракт незадолго до окончания ею начальной школы. 23 ноября 2008 года вместе с Юкиной Касивой (позднее участницей гёрл-группы Nogizaka46) и Аякой Сасаки агентство ввело её в состав своей гёрл-группы Momoiro Clover. Эта идол-группа существовала с 2005 года. Её название означало, что участницы — «невинные девушки, которые хотят принести людям счастье». В то время группа выступала на пешеходных дорожках парка Ёёги в районе Сибуя в Токио, но после появления на свет следующим летом их первого инди-сингла группа быстро стала известной.
16 января 2011 года на мероприятии, посвященном выпуску сингла «Mirai Bowl» (назначенного на 9 марта) Акари объявила, что в уходит из группы в апреле. Заявление стало полной неожиданностью для 500 присутствовавших поклонников группы. Лидер Momoiro Clover Канако Момота тоже узнала об уходе Акари совсем недавно, тремя днями ранее. Акари объяснила аудитории, что по характеру не подходила для профессии идола, и что временами быть в Momoiro Clover её доставало. Дата «выпуска» Акари из группы на тот момент была уже решена — её последний концерт с Momoiro Clover должен был состояться 10 апреля в Nakano Sun Plaza. Как Акари вспоминала позже, через год после ухода из группы, она начала свою карьеру в индустрии развлечений с целью быть актрисой и моделью. Когда она была в составе группы, она очень мучалась от осознания того, что известна как идол, и хотела, чтобы её знали не как «идола Акарин», а как «актрису и модель Акари Хаями».
На её финальном концерте в составе Momoiro Clover (10 апреля) было объявлено, что по уходу Акарин группа сменит имя на Momoiro Clover Z. Ближе к концу концерта другие участницы устроили Акари сюрприз, исполнив для неё песню «Akarin e Okuru Uta» (яп. あかりんへ贈る歌, «Прощальная песня для Акарин»). Песня затем была выпущена как сингл с ограниченной дистрибуцией.
После ухода из группы Акари была главным образом активна как модель. Также она снялась в кинофильме о чирлидерах Cheerfu11y производства компании Universal Music Japan. Фильм вышел на экраны 22 октября 2011 года. В сентябре было анонсировано появление Акари в новом комедийном сериале Urero Mikakunin Shoujo, который должен был показываться на TV Tokyo с 7 октября 2011 года. В этом сериале также снимались и бывшие коллеги Акари по группе Momoiro Clover.
На весну 2014 года намечено появление Акари в её первой главной кинороли.

## Фильмография

### Кинофильмы
- Shirome (2010)
- Fly! Kobato (яп. 飛べ！コバト Tobe! Kobato) (короткометражный, 2010)
- The Citizen Police 69 (яп. 市民ポリス69) (2011) — главная героиня[16][17][18][19][20][21]
- Cheerfu11y (2011)[12]
- NINIFUNI (короткометражный, 4 февраля 2012)

### Телевизионные фильмы и сериалы
- Here is Greenwood (2008, Tokyo Metropolitan Television)
- Urero Mikakunin Shoujo (яп. ウレロ☆未確認少女) (2011, TV Tokyo)[13][14]
- Sayonara, Kinoko (яп. さよなら、キノコ) (2012, TV Asahi)[22]
- Urero Mikansei Shoujo (яп. ウレロ☆未完成少女) (2012, TV Tokyo)
- Nichōme no Houmuzu (яп. 二丁目のホームズ) (2013, Fuji TV)[23]
- Saito San 2 (яп. 斉藤さん2) (2013, Nippon Television Network)[24]

### Рекламные ролики
- Tokyo DisneySea Haru no Campus Day Passport (яп. 東京ディズニーシー「春のキャンパスデーパスポート」) (2009)
- Cecile Cupop Fuyu Gou Catalog (яп. セシール「Cupop　09冬号カタログ」) (2009)
- Lion Clinica (яп. LION「クリニカ」 Raion Kurinika) (2012)
- Sony PlayStation Vita Gravity Rush (яп. ソニー・コンピュータエンタテインメント「GRAVITY DAZE」) (2012)[25]

### Театральные постановки
- Urero Mikoukai Shoujo (яп. ウレロ☆未公開少女) (2013)

### Видеоклипы
- Little by Little (яп. little by little) — «Pray» (2008)
- Bourbonz (яп. バーボンズ) —
«Autumn» (яп. autumn) (2008)
«Yukiguni» (яп. 雪国) (2008)
«Kizuna» (яп. 絆) (2009)
- Hyadain — «Hyadain no Joujou Yuujou» (2011)
- MiChi — «Tokyo Night» (2012)
- Page — «You Topia» (2012)[26]
- CNBLUE — «Blind Love» (2013)[27]
- A.F.R.O. — «Blue» (2013)